# Paullinia killipii
Paullinia killipii är en kinesträdsväxtart som beskrevs av Macbride. Paullinia killipii ingår i släktet Paullinia och familjen kinesträdsväxter. Inga underarter finns listade i Catalogue of Life.